# 塚田正之
塚田 正之（つかだ まさゆき、1946年6月21日 - ）は、日本の実業家。
株式会社ツカダ・グローバルホールディングの代表取締役社長。ブライダルプロデュース事業の草分け。

## 人物・経歴
山梨県生まれ。学習院大学を卒業後の1968年に日本閣観光株式会社に入社。
女性の社会進出を背景として日本初の『ゲストハウスウエディング』施設を開設し、1995年に株式会社ベストブライダルを設立。
2004年10月に東京証券取引所マザーズへ同社株式を上場。2010年、12月 東京証券取引所マザーズ市場から同市場第一部（現・プライム市場）に市場変更。